# ボルナイ
ボルナイ（モンゴル語: Булунай Bolunai、生没年不詳）は、15世紀中後期のホルチン部の統治者。モーリハイ王を殺してオンリュート（チンギス・カン諸弟の末裔）の最有力者となったが、オイラトのオシュ・テムルに敗れて衰退した。『明実録』では孛羅乃と漢字表記される。

## 概要
ボルナイの父のバートル・シューシテイはホルチン部の統治者としてモンゴルのアダイ・ハーンやタイスン・ハーンに仕えており、オイラトとの戦闘を勝利に導いたこともある有力諸侯の一人として知られていた。しかしオイラトのエセン・タイシがタイスン・ハーンと対立し、これを弑逆して間もなくバートル・シューシテイもまたエセンに謀殺されてしまった。
モンゴル年代記の一つ、『アルタン・トブチ』によるとエセンはバートル・シューシテイの謀殺後にボルナイも捜索していたが、ボルナイはソロングートのサンクルダイとその妻ハラクジンに助けられ、オイラトのイラチュ・バヤンのもとに預けられた。イラチュ・バヤンはボルナイに父母の事を知ろうとせずオイラトの人間として生きるよう語っていたが、ハラクジンはボルナイが貴人の生まれであることを慮り、自身の長男のマーシを遣わしてボルナイを盗みだしホルチン部の下に送らせた。
ホルチン部に至ったボルナイに対し、弟のウネ・ボラトはボルナイ不在時に自らがホルチン部を統治していたことを謝り、ホルチン部の統治権を返上したという。以上の逸話は『蒙古源流』にはない記述であり、『蒙古源流』ではウネ・ボラトの存在にしか言及していないことからボルナイとウネ・ボラトを同一人物であるとする説も存在する。
エセン・タイシは景泰4年（1453年）にハーンに即位したが間もなく殺され、モンゴルではマルコルギス・ハーンを擁立したボライ・タイシが有力となった。ボルナイが明朝の記録に始めて登場するのは天順7年（1463年）のことで、この時ボルナイはマルコルギス・ハーンとともに明朝に使者を派遣している。この時ボルナイは「西王」を称しているが、これは明朝の訳官が同じ音である「斉王」を訳し間違えたものと見られ、実際に後に使者を派遣した際には正しく「斉王孛魯乃」と記されている。「斉王」という称号はジョチ・カサル家当主が代々襲封してきた封号であり、明朝の伝える「孛羅乃」がジョチ・カサルの末裔でホルチン部統治者である明白な証拠となっている。
成化元年（1465年）、ボライ・タイシはマルコルギス・ハーンを弑逆し、ボライもまたモーリハイ王によって殺された。モーリハイはボルナイと同じくオンリュート（チンギス・カン諸弟の末裔）に属する人物で、モーラン・ハーンを擁立することで有力者となった。成化3年（1467年）にはボルナイはモーリハイと連名で二度明朝に使者を派遣しており、両者は協力関係にあったものと見られる。
成化4年（1468年）、モーリハイはモーラン・ハーンを弑逆したために殺された。モンゴル語史料ではモーリハイを殺した人物をホルチン部のウネ・ボラトとするが、明朝の史料ではウネ・ボラトに関する記述がないこと、後にボルナイがモーリハイの勢力を吸収していることなどから実際にモーリハイを殺したのはボルナイではないかと推測されている。ボルナイはモーリハイを殺してその勢力を吸収したもののモーリハイほどの影響力を行使できず、新たにハーンを擁立することもなかったためモンゴルは10年近い空位時代に突入した。
成化5年（1469年）、ボルナイの勢力は内部抗争を起こし、ボルナイ、カダ・ブカ、モーリハイの息子のオチライという三者の勢力に分裂した。さらに成化6年（1470年）にはボルナイはオイラトのオシュ・テムル・タイシ（エセン・ハーンの息子）との戦いに敗れ、ドーラン・タイジの統治する卜剌罕衛に逃れ、ボルナイの臣下の一部は明朝に投降した。
オシュ・テムルに敗れた後のボルナイに関する記述はなく、この後まもなくボルナイは亡くなったものと見られる。ボルナイの後には弟のウネ・ボラトがホルチン部の統治者となった。

## 家系
モンゴル年代記の一つ、『恒河の流れ』にジョチ・カサルからボルナイに至る系図が記されている。
- ジョチ・カサル
  - イェスンゲ（Есүнгэ Тайж）
    - シクドゥル（Шударгу Тайж）
      - コンゴル（Хонгор Тайж）
        - バイ・テムル（Бай Төмөр）
        - オルク・テムル（Өрөг Төмөр）
        - ベルケ・テムル（Бэрх Төмөр）
          - ブシュー（Бүс Тайж）…コンゴルの三子の「いずれかの息子」とする
            - アグサカルダイ（Агсахалдай）
              - アルグ・テムル（Аргун Төмөр）
                - エスンク（Eсөнхү）
                  - バートル・シューシテイ（Баатар Шигүшидзй）
                    - ボルナイ（Булунай）